# Typhloditha termitophila
Typhloditha termitophila es una especie de arácnido del orden Pseudoscorpionida de la familia Tridenchthoniidae.

## Distribución geográfica
Se encuentra en el sur de África.